# Maset de Piquer
El Maset de Piquer, o simplement el Maset, és una edificació de pedra seca del terme municipal d'Onda, Plana Baixa, que dona nom a la partida on està ubicada.
Està documentat almenys des del segle xviii, ja que es coneix per referències que apareixia citat al Llibre Vell d'Assagadors de la Vila d'Onda de 1779. La seua principal peculiaritat és que és l'única construcció d'aquestes característiques del municipi amb sostre de volta.